# Леман, Каспар
Каспар Леман (нем. Caspar Lehman; 1570—1622) — немецкий гравёр и ювелир, резчик по твёрдому камню и стеклу.
Каспар Леман был выдающимся мастером художественных ремёсел XVII века, эпохи немецкого и чешского барокко, но биографических сведений о нём сохранилось крайне мало. Известно, что с 1588 года он работал в Богемии, в частности в Праге при дворе императора Рудольфа II Габсбурга. Прославился резными изделиями из «богемского хрусталя». Леман стал видным представителем так называемого «рудольфинского искусства» в Праге, считающимся своеобразным ренессансом старой Богемии.
Леман использовал для гравировки драгоценных камней медные и бронзовые круги с абразивом из алмазной пыли с маслом и простую воду в качестве абразива для гравировки стекла. Получаемые при этом углублённые рельефные изображения на стекле (Tiefschnitt) матового тона эффектно выделяются с оборотной стороны с эффектом выпуклого рельефа (Hochschnitt). Мастер также стал сочетать крупную «алмазную грань» с тончайшей гравировкой, следующей прихотливому барочному рисунку. Леман также первым сочетал гравировку с техникой пунктирования (точечного рисунка c помощью специального пуансона с алмазом на конце). И хотя гравирование по горному хрусталю и стеклу практиковалось с древних времен, Леман стал первым гравёром, разработавшим новую манеру, технику и индивидуальный стиль.
В 1606—1608 годах Леман работал в Саксонии, в Дрездене. В 1609 году получил от императора Рудольфа исключительное право на изготовление кубков из резного и гравированного стекла. В качестве оригиналов для своих композиций Леман и его последователи стали использовать сложные рисунки и гравюры Эгидия Саделера и Жана Берена Старшего. У Лемана было несколько подмастерьев, среди которых с 1618 года выделялся немецкий резчик и гравёр по меди Георг Шванхардт (1601—1667). После смерти Лемана с 1622 года он работал в Нюрнберге, получив императорскую привилегию «на резание стекла», продолжал совершенствовать технику гравировки. Последователями Лемана и Шванхардта в Нюрнберге были Генрих Шванхардт Младший, Франц Киттль, Антон Вильгельм Мёэрль, Ханс Вольфганг Шмидт.
Лучшая коллекция изделий работы Каспара Лемана и его учеников хранится в Художественно-промышленном музее в Праге.

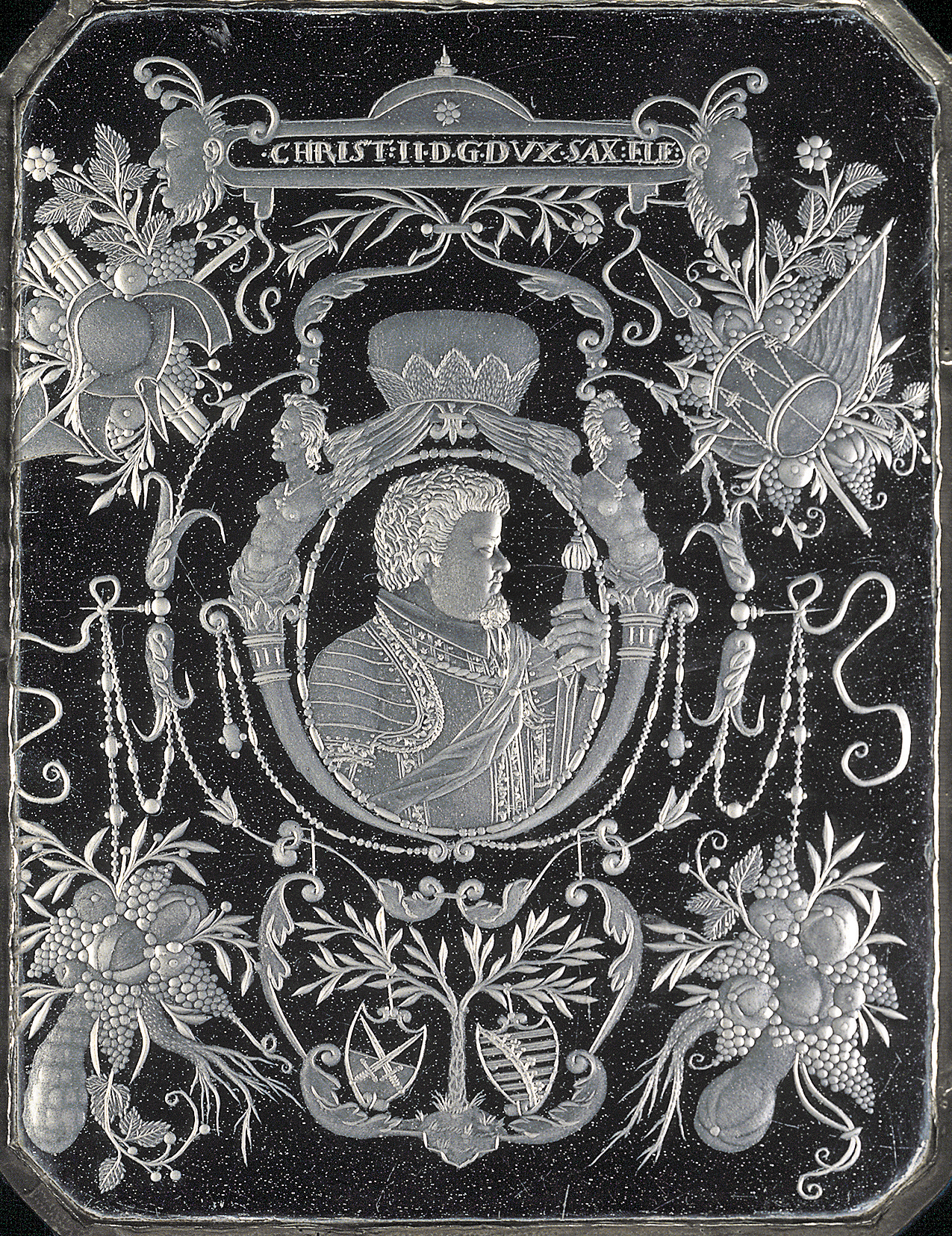
Плакетка с портретом курфюрста Кристиана II. 1602—1606. Стекло, гравировка. Художественно-промышленный музей, Прага
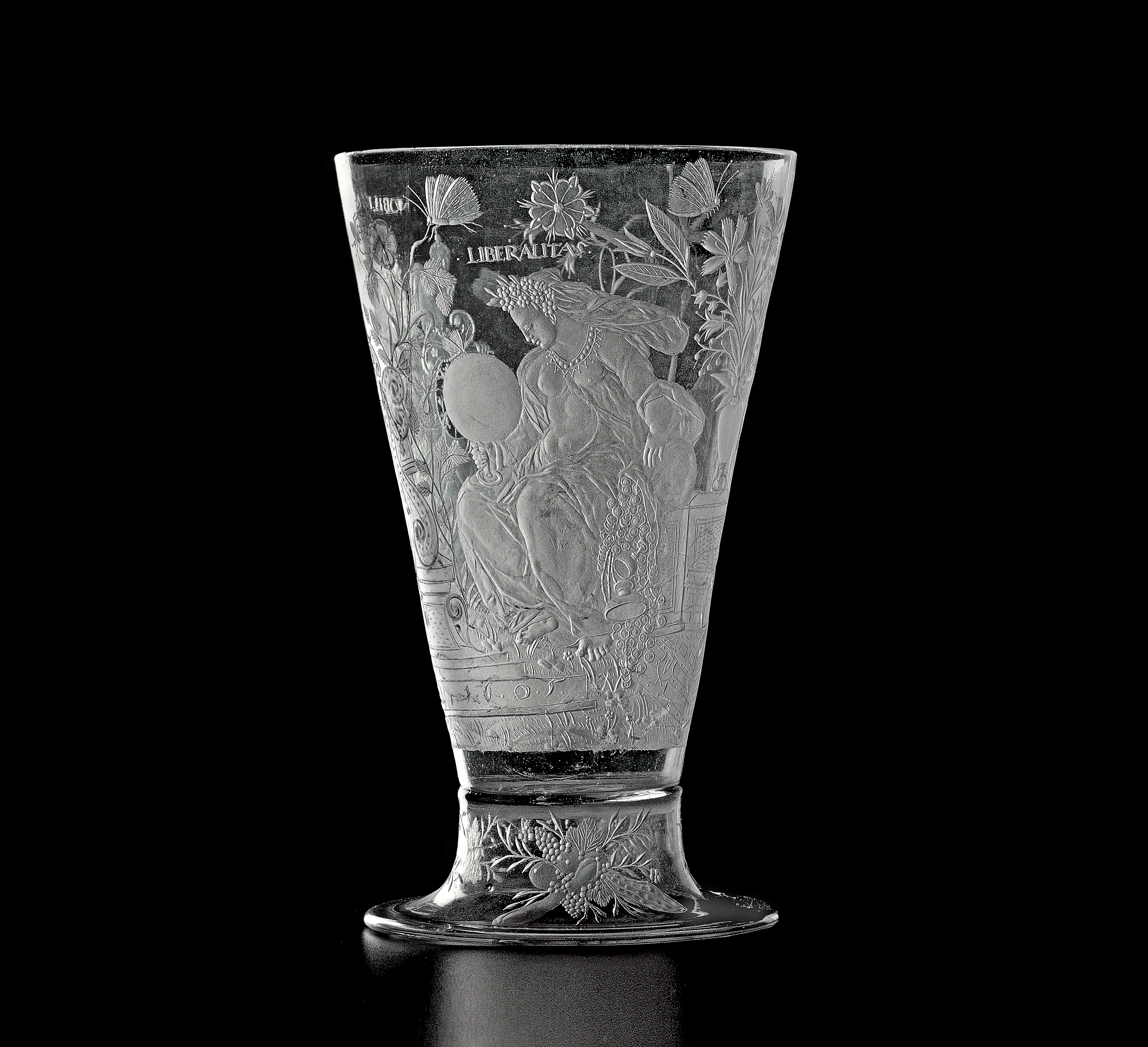
Императорский кубок. 1605. Стекло, гравировка. Надписи: Nobilitas, Caritas, Liberalitas (Благородство, Великодушие, Милосердие). Художественно-промышленный музей, Прага
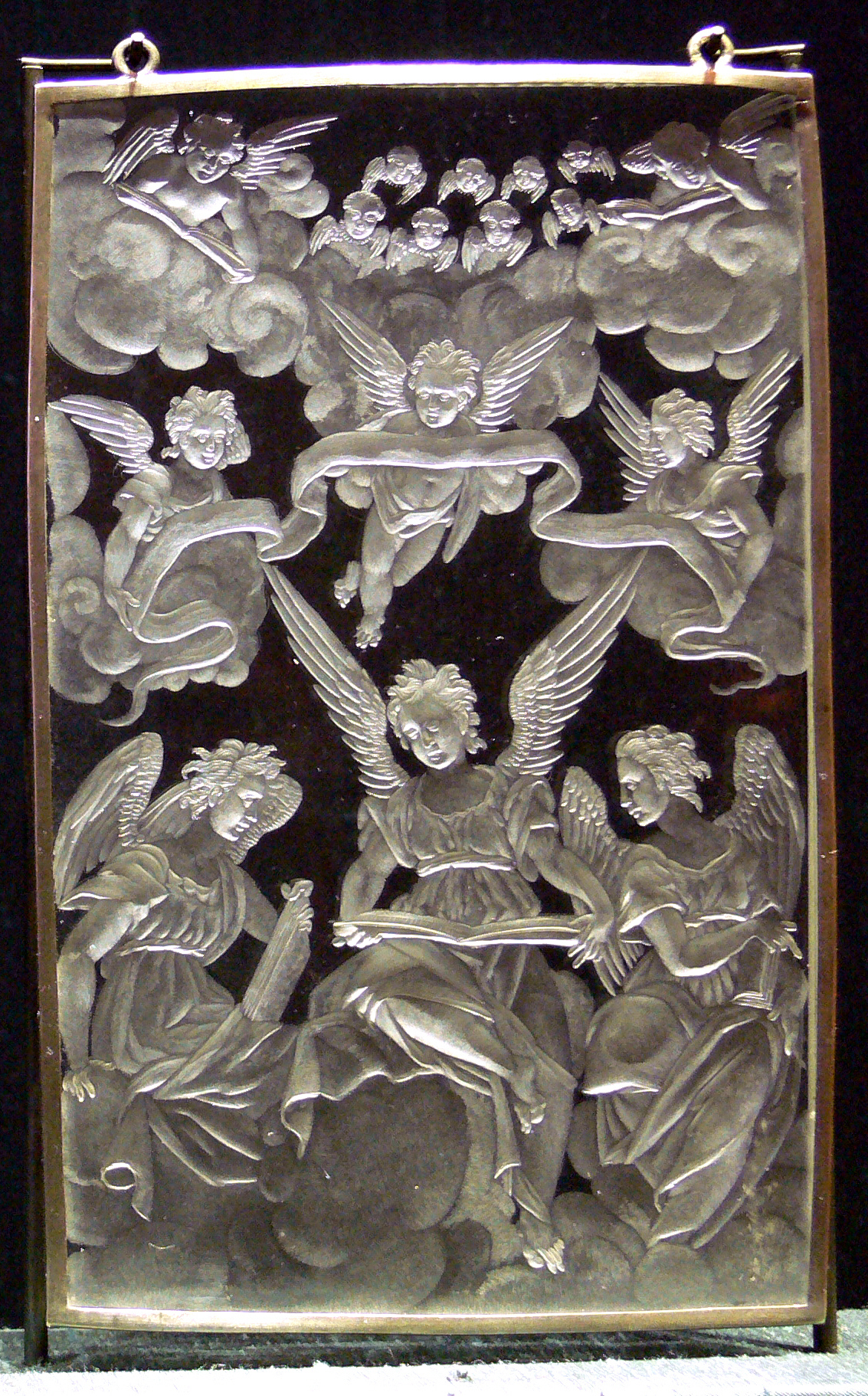
Плакетка «Поющие ангелы». 1586–1588. Стекло, гравировка. Баварский национальный музей, Мюнхен